# Čejkovice (ort i Tjeckien, Södra Mähren, lat 48,88, long 16,29)
Čejkovice är en ort i Tjeckien.   Den ligger i regionen Södra Mähren, i den sydöstra delen av landet, 190 km sydost om huvudstaden Prag. Čejkovice ligger 233 meter över havet och antalet invånare är 217.
Terrängen runt Čejkovice är platt.Runt Čejkovice är det ganska glesbefolkat, med 42 invånare per kvadratkilometer. Närmaste större samhälle är Znojmo, 17,6 km väster om Čejkovice. Trakten runt Čejkovice består till största delen av jordbruksmark.